# Noé (opera)
Noé (Noè) è stata l'ultima opera del compositore Fromental Halévy, lasciata incompiuta e terminata da Georges Bizet nel 1865.

## Storia
Il libretto dell'opera è di Jules-Henri Vernoy de Saint-Georges, che aveva scritto il libro per l'esecuzione della prima opera del compositore, L'artisan (1827). Noé è basato sulla storia biblica di Noè.
Halévy lavorò all'opera durante i suoi ultimi anni (1858-1862), ma la lasciò incompiuta dopo che l'Opéra di Parigi, che l'aveva programmata per la stagione del 1860, decise di posticiparla dopo aver visto la partitura dei primi quattro atti. Alla fine fu completata dal genero di Halévy, Georges Bizet, che tuttavia non fu in grado di persuadere nessun teatro a metterla in scena. Alla fine fu presentata per la prima volta a Karlsruhe nel 1885, dieci anni dopo la morte di Bizet. A volte è nota con il titolo suggerito da Bizet, Le déluge (Il diluvio).